# Asphondylia boerhaaviae
Asphondylia boerhaaviae är en tvåvingeart som beskrevs av Edwin Möhn 1959. Asphondylia boerhaaviae ingår i släktet Asphondylia och familjen gallmyggor. Inga underarter finns listade i Catalogue of Life.